# Ohlenbach (Krombach)
Der Ohlenbach ist ein linker Zufluss des Krombaches im Landkreis Aschaffenburg im bayerischen Spessart.

## Geographie

### Verlauf
Der Ohlenbach entspringt am Kalmus (300 m), östlich von Krombach. Er fließt Richtung Süden nach Unterschur. Dort speist er einen Fischweiher und mündet in den Krombach.

### Flusssystem Kahl
- Liste der Fließgewässer im Flusssystem Kahl

## Einzelnachweise

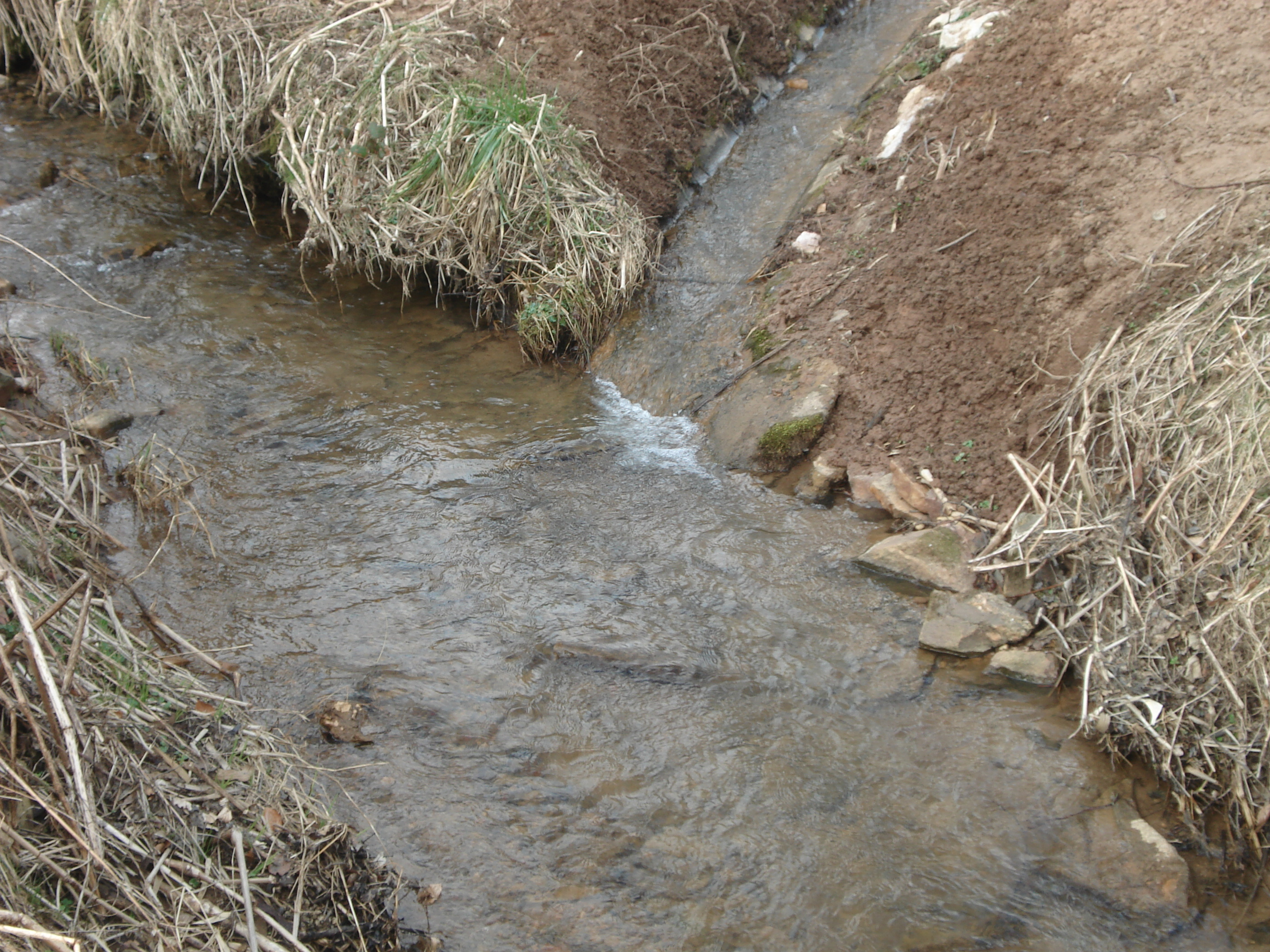
Der Ohlenbach mündet in den Krombach